# Rehetobel
Rehetobel is een gemeente en plaats in het Zwitserse kanton Appenzell Ausserrhoden.
Rehetobel telt 1.731 inwoners.
Bühler · Gais · Grub · Heiden · Herisau · Hundwil · Lutzenberg · Rehetobel · Reute · Schönengrund · Schwellbrunn · Speicher · Stein · Teufen · Trogen · Urnäsch · Wald · Waldstatt · Wolfhalden · Walzenhausen
- Gemeinsame Normdatei: 4602834-1
- Historisch woordenboek van Zwitserland: 001308
- Virtual International Authority File: 242740355